# Communauté de communes de la Vallée de l'Hien
La communauté de communes de la Vallée de l'Hien (CCVH) est une ancienne communauté de communes française, située dans le département de l'Isère et la région Rhône-Alpes. 
Elle fusionne à la date du 1er janvier 2017 avec la Communauté de communes Bourbre-Tisserands, la Communauté de communes Les Vallons de la Tour et la Communauté de communes Les Vallons du Guiers afin de créer la nouvelle Communauté de communes des Vals du Dauphiné dont le siège est situé à La Tour-du-Pin.

## Composition
La communauté de communes regroupe 8 communes :
| Nom                             | Code Insee | Gentilé          | Superficie (km2) | Population (dernière pop. légale) | Densité (hab./km2) |
| ------------------------------- | ---------- | ---------------- | ---------------- | --------------------------------- | ------------------ |
| Saint-Victor-de-Cessieu (siège) | 38464      | Saint-Victoriens | 12,22            | 2 207 (2014)                      | 181                |
| Belmont                         | 38038      | Belmontois       | 6,51             | 554 (2014)                        | 85                 |
| Biol                            | 38044      | Biolois          | 15,51            | 1 400 (2014)                      | 90                 |
| Doissin                         | 38147      | Doissinois       | 8,45             | 888 (2014)                        | 105                |
| Montagnieu                      | 38246      | Montagnards      | 8,83             | 993 (2014)                        | 112                |
| Montrevel                       | 38257      | Morvelots        | 9,37             | 460 (2014)                        | 49                 |
| Sainte-Blandine                 | 38369      | Blandinois       | 9,21             | 957 (2014)                        | 104                |
| Torchefelon                     | 38508      | Torchefelonais   | 8,68             | 692 (2014)                        | 80                 |

## Sport
- Football : FC Vallée de l'Hien 38

## Jumelages
- Izano (Italie) depuis 2001[1]

## Sources
- Le SPLAF